# COREP
COREP - wspólne raportowanie (ang. Common Reporting) to wprowadzony przez Bazylejski Komitet Nadzoru Bankowego standard sprawozdawczości dla banków obowiązujący po wdrożeniu postanowień Nowej Umowy Kapitałowej (NUK). Sprawozdanie zbudowane jest w oparciu o język XBRL (ang. eXtensible Business Reporting Language).
Sprawozdania COREP dotyczą - adekwatności kapitałowej banku.